# جاي ليغ وينينغ إليفن 2007 كلوب شامبونشب
جاي ليغ وينينغ إليفن 2007 كلوب شامبونشب (بالإنجليزية: J-League Winning Eleven 2007 Club Championship)‏ (باليابانية: Jリーグウイニングイレブン2007 クラブチャンピオンシップ) ، هي لعبة فيديو من إنتاج شركة كونامي سنة 2007م، بالترخيص من دوري الدرجة الأولى الياباني.

## وصلة خارجية
اللعبة في موقع جيم فاكس